# 2e cérémonie des Georgia Film Critics Association Awards
La 2e cérémonie des Georgia Film Critics Association Awards (GFCA Awards), décernés par la Georgia Film Critics Association (GAFCA), a eu lieu le janvier 2013, et a récompensé les films réalisés l'année précédente.

## Palmarès

### Meilleur film
- Happiness Therapy (Silver Linings Playbook)
  - Amour
  - Argo
  - Les Bêtes du sud sauvage (Beasts of the Southern Wild)
  - L'Odyssée de Pi (Life of Pi)
  - The Master
  - Moonrise Kingdom
  - De rouille et d'os
  - Ceci n'est pas un film (This Is Not a Film)
  - Zero Dark Thirty

### Meilleur réalisateur
- Kathryn Bigelow pour Zero Dark Thirty
  - Michael Haneke pour Amour
  - Ben Affleck pour Argo
  - Benh Zeitlin pour Les Bêtes du sud sauvage (Beasts of the Southern Wild)
  - David O. Russell pour Happiness Therapy (Silver Linings Playbook)

### Meilleur acteur
- Daniel Day-Lewis pour son rôle d'Abraham Lincoln dans Lincoln
  - Bradley Cooper pour son rôle de Pat Solitano dans Happiness Therapy (Silver Linings Playbook)
  - Joaquin Phoenix pour son rôle de Freddie Quell dans The Master
  - Matthias Schoenaerts pour son rôle d'Ali dans De rouille et d'os
  - Jean-Louis Trintignant pour son rôle de Georges dans Amour

### Meilleure actrice
- Jennifer Lawrence pour son rôle de Tiffany Maxwell dans Happiness Therapy (Silver Linings Playbook)
  - Jessica Chastain pour son rôle de Maya dans Zero Dark Thirty
  - Marion Cotillard pour son rôle de Stéphanie dans De rouille et d'os
  - Emmanuelle Riva pour son rôle d'Anne dans Amour
  - Quvenzhané Wallis pour son rôle d'Hushpuppy Doucet dans Les Bêtes du sud sauvage (Beasts of the Southern Wild)

### Meilleur acteur dans un second rôle
- Philip Seymour Hoffman pour son rôle de Lancaster Dodd dans The Master
  - Javier Bardem pour son rôle de Tiago Rodriguez dans Skyfall
  - Robert De Niro pour son rôle de Pat Solitano Sr dans Happiness Therapy (Silver Linings Playbook)
  - Samuel L. Jackson pour son rôle de Stephen dans Django Unchained
  - Christoph Waltz pour son rôle du Dr King Schultz dans Django Unchained

### Meilleure actrice dans un second rôle
- Judi Dench pour son rôle de M dans Skyfall
  - Amy Adams pour son rôle de Peggy Dodd dans The Master
  - Emily Blunt pour son rôle de Sara dans Looper
  - Jennifer Ehle pour son rôle de Jessica dans Zero Dark Thirty
  - Jacki Weaver pour son rôle de Dolores Solitano dans Happiness Therapy (Silver Linings Playbook)

### Meilleur scénario original
- Moonrise Kingdom – Wes Anderson et Roman Coppola
  - Amour – Michael Haneke
  - La Cabane dans les bois (The Cabin in the Woods) – Drew Goddard et Joss Whedon
  - Sound of My Voice – Zal Batmanglij et Brit Marling
  - Zero Dark Thirty – Mark Boal

### Meilleur scénario adapté
- Happiness Therapy (Silver Linings Playbook) – David O. Russell
  - 21 Jump Street – Michael Bacall et Jonah Hill
  - Les Bêtes du sud sauvage (Beasts of the Southern Wild) – Lucy Alibar et Benh Zeitlin
  - Lincoln – Tony Kushner
  - De rouille et d'os – Jacques Audiard et Thomas Bidegain

### Meilleure photographie
- Skyfall – Roger Deakins
  - Cogan : Killing Them Softly (Killing Them Softly) – Greig Fraser
  - L'Odyssée de Pi (Life of Pi) – Claudio Miranda
  - Lincoln – Janusz Kamiński
  - Zero Dark Thirty – Greig Fraser

### Meilleur direction artistique
- Les Bêtes du sud sauvage (Beasts of the Southern Wild) – Alex DiGerlando
  - Anna Karenina – Sarah Greenwood
  - Le Hobbit : Un voyage inattendu (The Hobbit: An Unexpected Journey) – Dan Hennah
  - L'Odyssée de Pi (Life of Pi) – David Gropman
  - Lincoln – Rick Carter

### Meilleure musique de film
- Les Bêtes du sud sauvage (Beasts of the Southern Wild) – Dan Romer et Benh Zeitlin
  - Argo – Alexandre Desplat
  - L'Odyssée de Pi (Life of Pi) – Mychael Danna
  - Lincoln – John Williams
  - The Master – Jonny Greenwood

### Meilleure chanson originale
- "Skyfall" interprétée par Adele Adkins et Paul Epworth – Skyfall
  - "Ancora Qui" interprétée par Elisa – Django Unchained
  - "Cosmonaut" interprétée par The Bootleggers featuring Emmylou Harris – Des hommes sans loi (Lawless)
  - "Everybody Needs a Best Friend" interprétée par Norah Jones – Ted
  - "Fire in the Blood" interprétée par The Bootleggers featuring Emmylou Harris – Des hommes sans loi (Lawless)

### Meilleur film d'animation
- Rebelle (Brave)
  - Frankenweenie
  - L'Étrange Pouvoir de Norman (ParaNorman)
  - Les Pirates ! Bons à rien, mauvais en tout (The Pirates! Band of Misfits)
  - Les Cinq Légendes (Rise of the Guardians)
  - Les Mondes de Ralph (Wreck-It Ralph)

### Meilleur film documentaire
- Ai Weiwei: Never Sorry
  - The Imposter
  - Only the Young
  - The Queen of Versailles
  - Ceci n'est pas un film (This Is Not a Film)

### Meilleur ensemble
- Happiness Therapy (Silver Linings Playbook)
  - Argo
  - Django Unchained
  - Liberal Arts
  - Lincoln
  - Moonrise Kingdom

### Meilleur film en langue étrangère
- Amour •  France
  - Holy Motors •  France
  - Le Gamin au vélo •
  - Restoration •
  - De rouille et d'os •  France /  Belgique
  - Ceci n'est pas un film (This Is Not a Film) •  Iran

### Breakthrough Award
- Benh Zeitlin pour Les Bêtes du sud sauvage (Beasts of the Southern Wild)
  - Derek Connolly pour Safety Not Guaranteed
  - Bart Layton pour The Imposter
  - Scoot McNairy pour Argo, Cogan: Killing Them Softly et Promised Land
  - Quvenzhané Wallis pour Les Bêtes du sud sauvage
  - Zal Batmanglij pour Sound of My Voice

### Oglethorpe Award for Excellence in Georgia Cinema
- John Portman: A Life of Building – Ben Loeterman

## Statistiques

### Nominations multiples

#### Cinéma
8 : Happiness Therapy, Les Bêtes du sud sauvage
6 : Zero Dark Thirty, Lincoln, De rouille et d'os
5 : The Master, Amour, Argo
4 : Skyfall, L'Odyssée de Pi, Django Unchained
3 : Moonrise Kingdom, Ceci n'est pas un film
2 : Sound of My Voice, Des hommes sans loi, The Imposter

#### Personnalités
4 : Benh Zeitlin
2 : Michael Haneke, David O. Russell, Quvenzhané Wallis, Zal Batmanglij, Greig Fraser, Emmylou Harris, The Bootleggers

### Récompenses multiples
Légende : Nombre de récompenses/Nombre de nominations

#### Cinéma
4 / 8 : Happiness Therapy
3 / 4 : Skyfall
3 / 8 : Les Bêtes du sud sauvage

#### Personnalités
2 / 4 : Benh Zeitlin

### Les grands perdants

#### Cinéma
0 / 6 : De rouille et d'os
0 / 5 : Argo